# 村上範和
村上 範和（むらかみ のりかず、1981年10月16日 - ）は、神奈川県出身の元サッカー選手。

## 人物・来歴
シンガポール・アームド・フォーシズFCでは、2007年、2008年の2年連続2冠（リーグ、カップ）に貢献した。シンガポールで活躍した後、2009年からは、南アフリカ共和国のプラティナム・スターズFCに移籍。南アフリカ初の日本人プレイヤーとなった。
南アフリカでは妻子とともにルステンブルクに在住していた。
2016年を最後に現役を引退し、ヴィッセル神戸でルーカス・ポドルスキの専属通訳を務めた。ポルが移籍した現在はヴィッセル神戸チームスタッフとして活動中。

## 所属クラブ
- 横浜フリューゲルスジュニアユース
- 横浜F・マリノスユース
- 明治大学
- Y.S.C.C.
- プレデターフットサルクラブ
- 2004年6月 - 2005年  アルビレックス新潟シンガポール (シンガポール)
- 2006年 - 2007年6月  バレスティア・カルサFC (シンガポール)
- 2007年7月 - 2008年  シンガポール・アームド・フォーシズFC (シンガポール)
- 2009年 - 2009年8月  ホーム・ユナイテッド (シンガポール)
- 2009年8月 - 2010年8月  プラティナム・スターズFC(en) (南アフリカ)
- 2010年9月 - 2012年  レイモントビル・ゴールデン・アローズ(en) (南アフリカ)
- 2012年9月 -　2013年  アレマニア・アーヘン（ドイツ）
- 2014年  SVヴィルヘルムスハーフェン（ドイツ）
- 2014年 - 2015年  ホンスフェルダーSV（ベルギー）
- 2015年  1.FCロコモティヴェ・ライプツィヒ（ドイツ）
- 2015年 - 2016年  ヒラル・バーグハイム(de:Hilal Bergheim)（ドイツ）

## 個人成績
| 国内大会個人成績 | 国内大会個人成績 | 国内大会個人成績 | 国内大会個人成績 | 国内大会個人成績 | 国内大会個人成績 | 国内大会個人成績 | 国内大会個人成績 | 国内大会個人成績 | 国内大会個人成績 | 国内大会個人成績 | 国内大会個人成績 |
| 年度             | クラブ           | 背番号           | リーグ           | リーグ戦         | リーグ戦         | リーグ杯         | リーグ杯         | オープン杯       | オープン杯       | 期間通算         | 期間通算         |
| 年度             | クラブ           | 背番号           | リーグ           | 出場             | 得点             | 出場             | 得点             | 出場             | 得点             | 出場             | 得点             |
| シンガポール     | シンガポール     | シンガポール     | シンガポール     | リーグ戦         | リーグ戦         | リーグ杯         | リーグ杯         | シンガポール杯   | シンガポール杯   | 期間通算         | 期間通算         |
| ---------------- | ---------------- | ---------------- | ---------------- | ---------------- | ---------------- | ---------------- | ---------------- | ---------------- | ---------------- | ---------------- | ---------------- |
| 2004             | 新潟S            | 24               | Sリーグ          | 14               | 5                | -                | -                | 0                | 0                | 14               | 5                |
| 2005             | 新潟S            | 11               | Sリーグ          | 26               | 9                | -                | -                | 3                | 2                | 29               | 11               |
| 2006             | バレスティア     | 11               | Sリーグ          |                  | 13               | -                | -                |                  |                  |                  |                  |
| 2007             | バレスティア     | 11               | Sリーグ          |                  | 5                |                  |                  |                  |                  |                  |                  |
| 2007             | SAFFC            | 11               | Sリーグ          |                  | 6                |                  |                  |                  |                  |                  |                  |
| 2008             | SAFFC            | 11               | Sリーグ          | 31               | 13               | 2                | 0                | 5                | 2                | 38               | 15               |
| 2009             | ホームU          | 9                | Sリーグ          | 17               | 6                | 4                | 2                | 1                | 1                | 22               | 9                |
| 南アフリカ       | 南アフリカ       | 南アフリカ       | 南アフリカ       | リーグ戦         | リーグ戦         | リーグ杯         | リーグ杯         | オープン杯       | オープン杯       | 期間通算         | 期間通算         |
| 2009             | プラティナム     | 21               | プレミア         | 19               | 5                |                  |                  |                  |                  |                  |                  |
| 2010             | Gアローズ        |                  |                  |                  |                  |                  |                  |                  |                  |                  |                  |
| 通算             | シンガポール     | シンガポール     | Sリーグ          |                  | 57               |                  |                  |                  |                  |                  |                  |
| 通算             | 南アフリカ       | 南アフリカ       | プレミア         |                  |                  |                  |                  |                  |                  |                  |                  |
| 総通算           |                  |                  |                  |                  |                  |                  |                  |                  |                  |                  |                  |